# Список эпизодов телесериала «24 часа»

Логотип «24 часа». Телесериал, созданный Джоэлом Сурноу и Робертом Кокраном, премьера которого впервые состоялась на канале Fox 6 ноября 2001 года.

«24 часа» — американский драматический телесериал-боевик, созданный Джоэлом Сурноу и Робертом Кокраном. Премьера состоялась на канале Fox 6 ноября 2001 года. Действие «24 часов» сосредоточено на (фиктивной) отрасли контр-террористического отдела (CTU) правительства США в Лос-Анджелесе. Сериал представлен в формате реального времени: каждый одно-часовой эпизод изображает один час событий, и каждый сезон является 24-часовым периодом в жизни протагониста Джека Бауэра (в исполнении Кифера Сазерленда), агента CTU. Действия первых шести сезонов происходят в Лос-Анджелесе и близлежащих районах — реальных и вымышленных — в Калифорнии, хотя были показаны и другие места. Сюжет телевизионного фильма «Искупление» показывает действия в вымышленной африканской стране, Сангале. Седьмой сезон переносит места действия в Вашингтон, округ Колумбия, а действие восьмого сезона происходит в Нью-Йорке. Действия мини-сериала «Проживи ещё один день» происходят в Лондоне.

## Обзор сезонов
| Сезон | Сезон                 | Эпизоды | Оригинальная дата показа | Оригинальная дата показа |
| Сезон | Сезон                 | Эпизоды | Премьера сезона          | Финал сезона             |
| ----- | --------------------- | ------- | ------------------------ | ------------------------ |
|       | 1                     | 24      | 6 ноября 2001            | 21 мая 2002              |
|       | 2                     | 24      | 29 октября 2002          | 20 мая 2003              |
|       | 3                     | 24      | 28 октября 2003          | 25 мая 2004              |
|       | 4                     | 24      | 9 января 2005            | 23 мая 2005              |
|       | 5                     | 24      | 15 января 2006           | 22 мая 2006              |
|       | 6                     | 24      | 14 января 2007           | 21 мая 2007              |
|       | Искупление            | 1       | 23 ноября 2008           | 23 ноября 2008           |
|       | 7                     | 24      | 11 января 2009           | 18 мая 2009              |
|       | 8                     | 24      | 17 января 2010           | 24 мая 2010              |
|       | Проживи ещё один день | 12      | 5 мая 2014               | 14 июля 2014             |

## Список серий

### Сезон 1 (2001—2002)
| № общий | № в сезоне | Название                  | Режиссёр             | Автор сценария                                                                 | Дата премьеры   | Произв. код |
| --- | ---------- | ------------------------- | -------------------- | ------------------------------------------------------------------------------ | --------------- | ----------- |
| 1 | 1          | «12:00 a.m. – 1:00 a.m.»  | Стивен Хопкинс       | Роберт Кокран и Джоэл Сурноу                                                   | 6 ноября 2001   | 1AFF79      |
| 2 | 2          | «1:00 a.m. — 2:00 a.m.»   | Стивен Хопкинс       | Джоэл Сурноу и Майкл Лосефф                                                    | 13 ноября 2001  | 1AFF01      |
| 3 | 3          | «2:00 a.m. — 3:00 a.m.»   | Стивен Хопкинс       | Джоэл Сурноу и Майкл Лосефф                                                    | 20 ноября 2001  | 1AFF02      |
| 4 | 4          | «3:00 a.m. — 4:00 a.m.»   | Винрих Кольбе        | Роберт Кокран                                                                  | 27 ноября 2001  | 1AFF03      |
| 5 | 5          | «4:00 a.m. — 5:00 a.m.»   | Винрих Кольбе        | Чип Йоханнссен                                                                 | 11 декабря 2001 | 1AFF04      |
| 6 | 6          | «5:00 a.m. — 6:00 a.m.»   | Брайан Спайсер       | Говард Гордон                                                                  | 18 декабря 2001 | 1AFF05      |
| 7 | 7          | «6:00 a.m. — 7:00 a.m.»   | Брайан Спайсер       | Андреа Ньюман                                                                  | 8 января 2002   | 1AFF06      |
| 8 | 8          | «7:00 a.m. — 8:00 a.m.»   | Стивен Хопкинс       | Джоэл Сурноу и Майкл Лосефф                                                    | 15 января 2002  | 1AFF07      |
| 9 | 9          | «8:00 a.m. — 9:00 a.m.»   | Стивен Хопкинс       | Вёрджил Уильямс                                                                | 22 января 2002  | 1AFF08      |
| 10 | 10         | «9:00 a.m. — 10:00 a.m.»  | Дэвис Гуггенхайм     | Лоуренс Херцог                                                                 | 5 февраля 2002  | 1AFF09      |
| 11 | 11         | «10:00 a.m. — 11:00 a.m.» | Дэвис Гуггенхайм     | Роберт Кокран                                                                  | 12 февраля 2002 | 1AFF10      |
| 12 | 12         | «11:00 a.m. — 12:00 p.m.» | Стивен Хопкинс       | Говард Гордон                                                                  | 19 февраля 2002 | 1AFF11      |
| 13 | 13         | «12:00 p.m. — 1:00 p.m.»  | Стивен Хопкинс       | Андреа Ньюман                                                                  | 26 февраля 2002 | 1AFF12      |
| Джек и Аллен укрываются, и Джек говорит Аллену, что он совершил преступление похищения, даже если он спас Ким позже. Тери и Ким найдены наемником в заброшенном доме; но Джек прибывает и спасает их. Они направляются к точке эвакуации. Дрейзен приказывает Гейнсу убить Джека, чтобы восстановить сделку. Кэрролл убегает, а Гейнс противостоит Джеку в одиночку. Джек пытается убедить Гейнса сдаться по радио, но вынужден убить его, когда он достаёт пистолет. Ким и Тери спасены агентами КТО, в то время как Рик садится в автобус и уезжает. Между тем, Кингсли решает бросить дело после того, как услышал о Феррегамо и почувствовал опасность для себя. Дэвид пытается отговорить её, но безуспешно. Он посещает Уэбба, который утверждает, что Кит будет обвинён в поджоге, если Дэвид не подчинится. В результате Дэвид решает не раскрывать дело окружному прокурору, намереваясь скрыть его. Майерс сообщает Грину о втором убийце. |            |                           |                      |                                                                                |                 |             |
| 14 | 14         | «1:00 p.m. — 2:00 p.m.»   | Джон Кассар          | Джоэл Сурноу и Майкл Лосефф                                                    | 5 марта 2002    | 1AFF13      |
| 15 | 15         | «2:00 p.m. — 3:00 p.m.»   | Джон Кассар          | Майкл С. Чернучин                                                              | 12 марта 2002   | 1AFF14      |
| 16 | 16         | «3:00 p.m. — 4:00 p.m.»   | Стивен Хопкинс       | Роберт Кокран и Говард Гордон                                                  | 19 марта 2002   | 1AFF15      |
| 17 | 17         | «4:00 p.m. — 5:00 p.m.»   | Стивен Хопкинс       | Майкл С. Чернучин                                                              | 26 марта 2002   | 1AFF16      |
| 18 | 18         | «5:00 p.m. — 6:00 p.m.»   | Фредерик Кинг Келлер | Морис Хёрли                                                                    | 2 апреля 2002   | 1AFF17      |
| 19 | 19         | «6:00 p.m. — 7:00 p.m.»   | Фредерик Кинг Келлер | Джоэл Сурноу и Майкл Лосефф                                                    | 9 апреля 2002   | 1AFF18      |
| 20 | 20         | «7:00 p.m. — 8:00 p.m.»   | Стивен Хопкинс       | Роберт Кокран и Говард Гордон                                                  | 16 апреля 2002  | 1AFF19      |
| 21 | 21         | «8:00 p.m. — 9:00 p.m.»   | Стивен Хопкинс       | Джоэл Сурноу и Майкл Лосефф                                                    | 23 апреля 2002  | 1AFF20      |
| 22 | 22         | «9:00 p.m. — 10:00 p.m.»  | Пол Шапиро           | Джоэл Сурноу и Майкл Лосефф                                                    | 7 мая 2002      | 1AFF21      |
| 23 | 23         | «10:00 p.m. — 11:00 p.m.» | Пол Шапиро           | Роберт Кокран и Говард Гордон                                                  | 14 мая 2002     | 1AFF22      |
| 24 | 24         | «11:00 p.m. — 12:00 a.m.» | Стивен Хопкинс       | Телесценарий: Джоэл Сурноу и Майкл Лосефф Сюжет: Роберт Кокран и Говард Гордон | 21 мая 2002     | 1AFF23      |
| СМИ сообщают, что Дэвид пережил взрыв. Источником информации оказалась Шерри. Виктор поручает Нине сказать Джеку, что Ким убита, чтобы заставить его выйти на перестрелку. Джеку удаётся убить Дрейзенов и всех их людей. Джеку сообщают, что Ким жива, и тем временем КТО находит видео, в котором видно, что Майерс убила Фаррелл, в то время как та была закована в наручники. Джек прибывает и останавливает её. Мейсон убеждает его не убивать её; её арестовывают и увозят. Джек находит Тери в комнате мертвой, предположительно убитой Майерс. СМИ показывает участие Джека в спасении Дэвида, который решает развестись с Шерри. |            |                           |                      |                                                                                |                 |             |

### Сезон 2 (2002—2003)
| № общий | № в сезоне | Название                         | Режиссёр             | Автор сценария                                                                 | Дата премьеры   | Произв. код |
| ------- | ---------- | -------------------------------- | -------------------- | ------------------------------------------------------------------------------ | --------------- | ----------- |
| 25      | 1          | «Day 2: 8:00 a.m. — 9:00 a.m.»   | Джон Кассар          | Джоэл Сурноу и Майкл Лосефф                                                    | 29 октября 2002 | 2AFF01      |
| 26      | 2          | «Day 2: 9:00 a.m. — 10:00 a.m.»  | Джон Кассар          | Джоэл Сурноу и Майкл Лосефф                                                    | 5 ноября 2002   | 2AFF02      |
| 27      | 3          | «Day 2: 10:00 a.m. — 11:00 a.m.» | Джеймс Уитмор-мл.    | Говард Гордон                                                                  | 12 ноября 2002  | 2AFF03      |
| 28      | 4          | «Day 2: 11:00 a.m. — 12:00 p.m.» | Джеймс Уитмор-мл.    | Реми Обушон                                                                    | 19 ноября 2002  | 2AFF04      |
| 29      | 5          | «Day 2: 12:00 p.m. — 1:00 p.m.»  | Джон Кассар          | Гил Грант                                                                      | 26 ноября 2002  | 2AFF05      |
| 30      | 6          | «Day 2: 1:00 p.m. — 2:00 p.m.»   | Джон Кассар          | Элизабет М. Косин                                                              | 3 декабря 2002  | 2AFF06      |
| 31      | 7          | «Day 2: 2:00 p.m. — 3:00 p.m.»   | Джеймс Уитмор-мл.    | Вёрджил Уильямс                                                                | 10 декабря 2002 | 2AFF07      |
| 32      | 8          | «Day 2: 3:00 p.m. — 4:00 p.m.»   | Джеймс Уитмор-мл.    | Джоэл Сурноу и Майкл Лосефф                                                    | 17 декабря 2002 | 2AFF08      |
| 33      | 9          | «Day 2: 4:00 p.m. — 5:00 p.m.»   | Родни Чартерс        | Говард Гордон                                                                  | 7 января 2003   | 2AFF09      |
| 34      | 10         | «Day 2: 5:00 p.m. — 6:00 p.m.»   | Родни Чартерс        | Дэвид Эрман                                                                    | 14 января 2003  | 2AFF10      |
| 35      | 11         | «Day 2: 6:00 p.m. — 7:00 p.m.»   | Фредерик Кинг Келлер | Гил Грант                                                                      | 4 февраля 2003  | 2AFF11      |
| 36      | 12         | «Day 2: 7:00 p.m. — 8:00 p.m.»   | Фредерик Кинг Келлер | Эван Кац                                                                       | 11 февраля 2003 | 2AFF12      |
| 37      | 13         | «Day 2: 8:00 p.m. — 9:00 p.m.»   | Джон Кассар          | Морис Хёрли                                                                    | 18 февраля 2003 | 2AFF13      |
| 38      | 14         | «Day 2: 9:00 p.m. — 10:00 p.m.»  | Джон Кассар          | Джоэл Сурноу и Майкл Лосефф                                                    | 25 февраля 2003 | 2AFF14      |
| 39      | 15         | «Day 2: 10:00 p.m. — 11:00 p.m.» | Иэн Тойнтон          | Роберт Кокран                                                                  | 4 марта 2003    | 2AFF15      |
| 40      | 16         | «Day 2: 11:00 p.m. — 12:00 a.m.» | Иэн Тойнтон          | Говард Гордон и Эван Кац                                                       | 25 марта 2003   | 2AFF16      |
| 41      | 17         | «Day 2: 12:00 a.m. — 1:00 a.m.»  | Джон Кассар          | Эван Кац и Гил Грант                                                           | 1 апреля 2003   | 2AFF17      |
| 42      | 18         | «Day 2: 1:00 a.m. — 2:00 a.m.»   | Джон Кассар          | Джоэл Сурноу и Майкл Лосефф                                                    | 8 апреля 2003   | 2AFF18      |
| 43      | 19         | «Day 2: 2:00 a.m. — 3:00 a.m.»   | Джеймс Уитмор-мл.    | Говард Гордон                                                                  | 15 апреля 2003  | 2AFF19      |
| 44      | 20         | «Day 2: 3:00 a.m. — 4:00 a.m.»   | Джеймс Уитмор-мл.    | Нил Коэн                                                                       | 22 апреля 2003  | 2AFF20      |
| 45      | 21         | «Day 2: 4:00 a.m. — 5:00 a.m.»   | Иэн Тойнтон          | Роберт Кокран и Говард Гордон                                                  | 29 апреля 2003  | 2AFF21      |
| 46      | 22         | «Day 2: 5:00 a.m. — 6:00 a.m.»   | Иэн Тойнтон          | Вёрджил Уильямс и Даппи Деметриус                                              | 6 мая 2003      | 2AFF22      |
| 47      | 23         | «Day 2: 6:00 a.m. — 7:00 a.m.»   | Джон Кассар          | Гил Грант и Эван Кац                                                           | 13 мая 2003     | 2AFF23      |
| 48      | 24         | «Day 2: 7:00 a.m. — 8:00 a.m.»   | Джон Кассар          | Телесценарий: Джоэл Сурноу и Майкл Лосефф Сюжет: Роберт Кокран и Говард Гордон | 20 мая 2003     | 2AFF24      |

### Сезон 3 (2003—2004)
| № общий | № в сезоне | Название                         | Режиссёр             | Автор сценария                                                                 | Дата премьеры   | Произв. код | Зрители в США (млн) |
| --- | ---------- | -------------------------------- | -------------------- | ------------------------------------------------------------------------------ | --------------- | ----------- | ------------------- |
| 49 | 1          | «Day 3: 1:00 p.m. — 2:00 p.m.»   | Джон Кассар          | Джоэл Сурноу и Майкл Лосефф                                                    | 28 октября 2003 | 3AFF01      | N/A                 |
| Прошло 3 года после событий второго дня. Джек и Ким работают в КТО. Алмейда и Десслер поженились. Президент Палмер конкурирует с сенатором Джоном Килером на следующий срок. К больнице в Лос-Анджелесе доставляют тело, у которого диагностируют вирус Кордиллы, который, как сообщает КТО, может вызвать быструю эпидемию. Джек и Чейз Эдмундс, оперативный сотрудник, отправляются в тюрьму, чтобы посетить Рамона Салазара, наркобарона, арестованного Джеком после работы под прикрытием. Окружной прокурор не согласен с помилованием Рамона, потому что Рамон убил его семью. В КТО присылают аудиофайл, полученный от Гектора, брата Рамона в Мексике, требуя свободы Рамона, угрожая выпустить вирус в США. Между тем, Джек, как выяснилось, закончил свои отношения с Уорнером, потому что это помешало его работе. Ким и Эдмундс тайно встречаются, в то время как Дэвид встречается с Энн Пакард, своим врачом, которую не одобряет Уэйн, брат Дэвида и глава администрации. У Джека выявлена зависимость от героина, но он пытается бросить. Кайл Сингер, молодой американец, получил задание от группы Гектора.                      |            |                                  |                      |                                                                                |                 |             |                     |
| 50 | 2          | «Day 3: 2:00 p.m. — 3:00 p.m.»   | Джон Кассар          | Джоэл Сурноу и Майкл Лосефф                                                    | 4 ноября 2003   | 3AFF02      | N/A                 |
| Алмейда доставлен в больницу и Десслер возглавляет КТО. Джек говорит Дэвиду, что они должны доставить Рамона Гектору, чтобы остановить теракт. Дэвид отказывается, поскольку правительство США никогда не ведёт переговоров с террористами. Джек предлагает вырваться из Рамона в одиночку, и таким образом правительство может достичь обеих целей. Дэвид подразумевает своё одобрение, ничего не говоря. Эдмундс направляется в тюрьму один, чтобы пытать Рамона для получения информации. Джек говорит Ким издать исполнительный приказ, чтобы доставить Рамона к нему, что она и делает. Джек прибывает в тюрьму, оглушает Эдмундса, запирает его в камере Рамона и берёт последнего с собой. Когда они пытается уйти, Эдмундс освобождается надзирателем и приказывает Джеку быть остановленным. Джек открывает двери камер. Заключённые выходят и начинают бунт. Тем временем Сингер присоединяется к своей подруге, и они оба захвачены наемниками Гектора. Уэйн договаривается о встрече с Тедом и направляется туда. Энн убеждает Дэвида отменить сделку и раскрыть правду; поскольку она невиновна. Уэйн возвращается, не заплатив Теду. |            |                                  |                      |                                                                                |                 |             |                     |
| 51 | 3          | «Day 3: 3:00 p.m. — 4:00 p.m.»   | Иэн Тойнтон          | Говард Гордон                                                                  | 11 ноября 2003  | 3AFF03      | N/A                 |
| 52 | 4          | «Day 3: 4:00 p.m. — 5:00 p.m.»   | Иэн Тойнтон          | Стивен Крониш                                                                  | 18 ноября 2003  | 3AFF04      | N/A                 |
| 53 | 5          | «Day 3: 5:00 p.m. — 6:00 p.m.»   | Джон Кассар          | Эван Кац                                                                       | 25 ноября 2003  | 3AFF05      | N/A                 |
| 54 | 6          | «Day 3: 6:00 p.m. — 7:00 p.m.»   | Джон Кассар          | Даппи Деметриус                                                                | 2 декабря 2003  | 3AFF06      | N/A                 |
| 55 | 7          | «Day 3: 7:00 p.m. — 8:00 p.m.»   | Иэн Тойнтон          | Роберт Кокран и Говард Гордон                                                  | 9 декабря 2003  | 3AFF07      | N/A                 |
| 56 | 8          | «Day 3: 8:00 p.m. — 9:00 p.m.»   | Иэн Тойнтон          | Роберт Кокран и Говард Гордон                                                  | 16 декабря 2003 | 3AFF08      | N/A                 |
| 57 | 9          | «Day 3: 9:00 p.m. — 10:00 p.m.»  | Брэд Тёрнер          | Телесценарий: Эван Кац и Стивен Крониш Сюжет: Роберт Кокран и Говард Гордон    | 6 января 2004   | 3AFF09      | N/A                 |
| 58 | 10         | «Day 3: 10:00 p.m. — 11:00 p.m.» | Брэд Тёрнер          | Джоэл Сурноу и Майкл Лосефф                                                    | 13 января 2004  | 3AFF10      | N/A                 |
| 59 | 11         | «Day 3: 11:00 p.m. — 12:00 a.m.» | Джон Кассар          | Джоэл Сурноу и Майкл Лосефф                                                    | 27 января 2004  | 3AFF11      | N/A                 |
| 60 | 12         | «Day 3: 12:00 a.m. — 1:00 a.m.»  | Джон Кассар          | Телесценарий: Роберт Кокран и Говард Гордон Сюжет: Эван Кац и Стивен Крониш    | 3 февраля 2004  | 3AFF12      | N/A                 |
| 61 | 13         | «Day 3: 1:00 a.m. — 2:00 a.m.»   | Брайан Спайсер       | Телесценарий: Джоэл Сурноу и Майкл Лосефф Сюжет: Роберт Кокран и Стивен Крониш | 10 февраля 2004 | 3AFF13      | N/A                 |
| 62 | 14         | «Day 3: 2:00 a.m. — 3:00 a.m.»   | Брайан Спайсер       | Говард Гордон и Эван Кац                                                       | 17 февраля 2004 | 3AFF14      | 10.05               |
| 63 | 15         | «Day 3: 3:00 a.m. — 4:00 a.m.»   | Кевин Хукс           | Телесценарий: Роберт Кокран и Говард Гордон Сюжет: Майкл Лосефф                | 24 февраля 2004 | 3AFF15      | 10.50               |
| 64 | 16         | «Day 3: 4:00 a.m. — 5:00 a.m.»   | Кевин Хукс           | Эван Кац и Стивен Крониш                                                       | 30 марта 2004   | 3AFF16      | 11.50               |
| 65 | 17         | «Day 3: 5:00 a.m. — 6:00 a.m.»   | Иэн Тойнтон          | Роберт Кокран и Стивен Крониш                                                  | 6 апреля 2004   | 3AFF17      | 10.77               |
| 66 | 18         | «Day 3: 6:00 a.m. — 7:00 a.m.»   | Иэн Тойнтон          | Говард Гордон и Эван Кац                                                       | 18 апреля 2004  | 3AFF18      | 6.47                |
| 67 | 19         | «Day 3: 7:00 a.m. — 8:00 a.m.»   | Джон Кассар          | Майкл Лосефф                                                                   | 20 апреля 2004  | 3AFF19      | 10.54               |
| 68 | 20         | «Day 3: 8:00 a.m. — 9:00 a.m.»   | Джон Кассар          | Вёрджил Уильямс                                                                | 27 апреля 2004  | 3AFF20      | 11.13               |
| 69 | 21         | «Day 3: 9:00 a.m. — 10:00 a.m.»  | Фредерик Кинг Келлер | Джоэл Сурноу и Майкл Лосефф                                                    | 4 мая 2004      | 3AFF21      | 11.09               |
| 70 | 22         | «Day 3: 10:00 a.m. — 11:00 a.m.» | Фредерик Кинг Келлер | Телесценарий: Эван Кац и Стивен Крониш Сюжет: Роберт Кокран и Говард Гордон    | 11 мая 2004     | 3AFF22      | 12.19               |
| Джек перехватывает машину Алмейды и обещает спасти Десслер. Алмейда получает ещё один звонок от Стивена, который сообщает место обмена; но Джек советует Алмейде не сдаваться желаниям Стивена и вешает трубку. Стивен звонит снова и устраивает второе место, которое, по мнению Джека, может быть обеспечено КТО более легко. удаётся сбежать из заключения и позвонить КТО. Джек уговаривает её вернуться и сдаться, чтобы КТП смог захватить Стивена на бирже, как и планировалось. Алмейда и Джейн прибывают, пока агенты наблюдают. Десслер и Джейн освобождают одновременно, но Джейн решает вернуться к Алмейде. Стивен выходит из машины, чтобы вернуть Десслер, что подтверждает КТО. Начинается перестрелка, и Стивен пытается войти в свой вертолёт для извлечения, прежде чем он будет уничтожен ВВС, и он арестован. Между тем, Эдмундс решает покинуть полевые операции после миссии, чтобы быть с Ким и его дочерью. Килер навещает Дэвида и выдвигает своё требование. Уэйн убеждает Дэвида позволить ему нанять профессионального грабителя, чтобы забрать улики из дома Шерри.                                                  |            |                                  |                      |                                                                                |                 |             |                     |
| 71 | 23         | «Day 3: 11:00 a.m. — 12:00 p.m.» | Джон Кассар          | Телесценарий: Роберт Кокран и Говард Гордон Сюжет: Эван Кац и Стивен Крониш    | 18 мая 2004     | 3AFF23      | 10.97               |
| 72 | 24         | «Day 3: 12:00 p.m. — 1:00 p.m.»  | Джон Кассар          | Джоэл Сурноу и Майкл Лосефф                                                    | 25 мая 2004     | 3AFF24      | 12.31               |

### Сезон 4 (2005)
| № общий | № в сезоне | Название                         | Режиссёр       | Автор сценария                                                     | Дата премьеры   | Произв. код | Зрители в США (млн) |
| --- | ---------- | -------------------------------- | -------------- | ------------------------------------------------------------------ | --------------- | ----------- | ------------------- |
| 73 | 1          | «Day 4: 7:00 a.m. — 8:00 a.m.»   | Джон Кассар    | Джоэл Сурноу и Майкл Лосефф                                        | 9 января 2005   | 4AFF01      | 15.31               |
| Через 18 месяцев после событий 3-го дня Бауэр, как выяснилось, работает на министра обороны Джеймса Хеллера, тайно встречаясь с его дочерью Одри Рейнс. С помощью Бауэра, Лобеллу удаётся найти Шерека; его доставляют в КТО на допрос.                                                                         |            |                                  |                |                                                                    |                 |             |                     |
| 74 | 2          | «Day 4: 8:00 a.m. — 9:00 a.m.»   | Джон Кассар    | Говард Гордон                                                      | 9 января 2005   | 4AFF02      | 14.34               |
| 75 | 3          | «Day 4: 9:00 a.m. — 10:00 a.m.»  | Брэд Тёрнер    | Эван Кац                                                           | 9 января 2005   | 4AFF03      | 11.91               |
| 76 | 4          | «Day 4: 10:00 a.m. — 11:00 a.m.» | Брэд Тёрнер    | Стивен Крониш                                                      | 10 января 2005  | 4AFF04      | 13.34               |
| 77 | 5          | «Day 4: 11:00 a.m. — 12:00 p.m.» | Джон Кассар    | Питер М. Ленков                                                    | 17 января 2005  | 4AFF05      | 11.51               |
| Эрин Дрисколл приказывает полиции освободить Бауэра. КТО начинает отслеживать Хасана, который узнаёт и сообщает Омару перед самоубийством, чтобы избежать допроса. С сужением потенциальных пунктов назначения КТО находит местоположение с помощью тепловизора спутника. Бауэр направляется туда для разведки. |            |                                  |                |                                                                    |                 |             |                     |
| 78 | 6          | «Day 4: 12:00 p.m. — 1:00 p.m.»  | Джон Кассар    | Мэтт Мичновец                                                      | 24 января 2005  | 4AFF06      | 12.20               |
| 79 | 7          | «Day 4: 1:00 p.m. — 2:00 p.m.»   | Кен Джиротти   | Джоэл Сурноу и Майкл Лосефф                                        | 31 января 2005  | 4AFF07      | 11.52               |
| 80 | 8          | «Day 4: 2:00 p.m. — 3:00 p.m.»   | Кен Джиротти   | Телесценарий: Стивен Крониш и Питер М. Ленков Сюжет: Мэтт Мичновец | 7 февраля 2005  | 4AFF08      | 11.10               |
| 81 | 9          | «Day 4: 3:00 p.m. — 4:00 p.m.»   | Брэд Тёрнер    | Говард Гордон и Эван Кац                                           | 14 февраля 2005 | 4AFF09      | 11.42               |
| 82 | 10         | «Day 4: 4:00 p.m. — 5:00 p.m.»   | Брэд Тёрнер    | Стивен Крониш и Питер М. Ленков                                    | 21 февраля 2005 | 4AFF10      | 13.16               |
| 83 | 11         | «Day 4: 5:00 p.m. — 6:00 p.m.»   | Джон Кассар    | Джоэл Сурноу и Майкл Лосефф                                        | 28 февраля 2005 | 4AFF11      | 14.55               |
| 84 | 12         | «Day 4: 6:00 p.m. — 7:00 p.m.»   | Джон Кассар    | Говард Гордон и Эван Кац                                           | 7 марта 2005    | 4AFF12      | 13.09               |
| 85 | 13         | «Day 4: 7:00 p.m. — 8:00 p.m.»   | Родни Чартерс  | Энн Кофелл Сондерс                                                 | 14 марта 2005   | 4AFF13      | 12.05               |
| 86 | 14         | «Day 4: 8:00 p.m. — 9:00 p.m.»   | Тим Якофано    | Говард Гордон и Эван Кац                                           | 21 марта 2005   | 4AFF14      | 11.55               |
| 87 | 15         | «Day 4: 9:00 p.m. — 10:00 p.m.»  | Брайан Спайсер | Джоэл Сурноу и Майкл Лосефф                                        | 28 марта 2005   | 4AFF15      | 11.58               |
| 88 | 16         | «Day 4: 10:00 p.m. — 11:00 p.m.» | Брайан Спайсер | Телесценарий: Говард Гордон и Эван Кац Сюжет: Роберт Кокран        | 4 апреля 2005   | 4AFF16      | 11.06               |
| 89 | 17         | «Day 4: 11:00 p.m. — 12:00 a.m.» | Джон Кассар    | Даппи Деметриус                                                    | 11 апреля 2005  | 4AFF17      | 11.64               |
| 90 | 18         | «Day 4: 12:00 a.m. — 1:00 a.m.»  | Джон Кассар    | Джоэл Сурноу и Майкл Лосефф                                        | 18 апреля 2005  | 4AFF18      | 11.08               |
| 91 | 19         | «Day 4: 1:00 a.m. — 2:00 a.m.»   | Брайан Спайсер | Говард Гордон и Эван Кац                                           | 25 апреля 2005  | 4AFF19      | 11.03               |
| 92 | 20         | «Day 4: 2:00 a.m. — 3:00 a.m.»   | Брайан Спайсер | Питер М. Ленков                                                    | 2 мая 2005      | 4AFF20      | 10.88               |
| 93 | 21         | «Day 4: 3:00 a.m. — 4:00 a.m.»   | Кевин Хукс     | Джоэл Сурноу и Майкл Лосефф                                        | 9 мая 2005      | 4AFF21      | 11.00               |
| 94 | 22         | «Day 4: 4:00 a.m. — 5:00 a.m.»   | Кевин Хукс     | Мэтт Мичновец и Даппи Деметриус                                    | 16 мая 2005     | 4AFF22      | 11.67               |
| 95 | 23         | «Day 4: 5:00 a.m. — 6:00 a.m.»   | Джон Кассар    | Сэм Монтгомери                                                     | 23 мая 2005     | 4AFF23      | 12.23               |
| 96 | 24         | «Day 4: 6:00 a.m. — 7:00 a.m.»   | Джон Кассар    | Роберт Кокран и Говард Гордон                                      | 23 мая 2005     | 4AFF24      | 12.23               |

### Сезон 5 (2006)
| № общий | № в сезоне | Название                         | Режиссёр    | Автор сценария                                               | Дата премьеры   | Произв. код | Зрители в США (млн) |
| --- | ---------- | -------------------------------- | ----------- | ------------------------------------------------------------ | --------------- | ----------- | ------------------- |
| 97 | 1          | «Day 5: 7:00 a.m. — 8:00 a.m.»   | Джон Кассар | Говард Гордон                                                | 15 января 2006  | 5AFF01      | 17.01               |
| Спустя 18 месяцев после событий 4-го дня. Президент Чарльз Логан готовится подписать договор с президентом России Юрием Суваровым. Джек Бауэр живет под другим именем и встречается с вдовой по имени Диана Хаксли, чей сын Дерек подозревает Бауэра. КТО получает доказательства, которые обвиняют Бауэра в убийстве Дэвида, а также доказывают, что Бауэр жив. Тем временем жена Логана, Марта говорит ему, что Дэвид перед убийством хотел поговорить с ней о проблеме национальной безопасности, связанной с Логаном; Но он делает вид, что не верит ей. |            |                                  |             |                                                              |                 |             |                     |
| 98 | 2          | «Day 5: 8:00 a.m. — 9:00 a.m.»   | Джон Кассар | Эван Кац                                                     | 15 января 2006  | 5AFF02      | 15.48               |
| Бауэр приходит к выводу что может узнать больше в ноутбуке Дэвида, который находится в квартире Уэйна. Бауэр, Хлоя и Дерек проникают в периметр, оцепленный ФБР. Бауэр выдает себя за агента и с помощью Хлои входит в квартиру. Он встречает Уэйна, которого убеждает в своей невиновности. Бауэр и Хлоя находят имя русского, который работает в аэропорту. Бауэр и Дерек покидают периметр с помощью О'Брайан, которую арестовывают и доставляют в КТО. Доставив Дерека к Диане, Бауэр входит в терминал аэропорта и находит русского, который успевает убить себя. Дерек видит вооруженных людей, входящих в аэропорт и идет предупредить Бауэра, но вооруженные люди блокируют терминал и берут всех в заложники. Тем временем КТО считает, что на Суварова будет совершено нападение в момент его прибытия в убежище Чарльза, но Суваров и его жена прибывают благополучно. Президент Логан воспроизводит аудиозапись разговора Дэвида с Мартой, заявив, что он хочет поговорить о чем-то несущественном, но она считает, что запись фальшивая. |            |                                  |             |                                                              |                 |             |                     |
| 99 | 3          | «Day 5: 9:00 a.m. — 10:00 a.m.»  | Брэд Тёрнер | Мэнни Кото                                                   | 16 января 2006  | 5AFF03      | 14.08               |
| Бауэр прячется на разведывательной позиции в аэропорту и связывается с Бьюкененом. Главный наемник в аэропорту, опознанный как Антон Береш, транслирует в прямом эфире видео с требованием к президенту Логану не подписывать договор, угрожая при этом убить заложников. Чарльз заявляет, что не подчинится требованию и приказывает КТО спасти заложников. В качестве предупреждения Береш убивает одного из заложников в прямом эфире. Затем он поднимает Дерека. Бауэр требует от агента Мэннинга немедленно начать штурм, но Мэннинг заявляет, что они еще не готовы. Когда Береш пытается убить Дерека, Хлоя помогает Бауэру дистанционно взорвать пояс смертника на одном из вооруженных людей, отвлекая внимание от Дерека. Уолт Каммингс тайно сообщает Берешу о Бауэре. Береш держит Дерека на мушке и заставляет Бауэра выйти из укрытия. Марта тем временем решает найти оригинальную запись и убеждает своего личного помощника Эвелин Мартин прикрыть ее, чтобы она могла сбежать из своей комнаты. Когда она это делает, она заставляет технического сотрудника позволить ей войти в архивную комнату, где она находит распечатку записи и берет ее.                                                   |            |                                  |             |                                                              |                 |             |                     |
| 100 | 4          | «Day 5: 10:00 a.m. — 11:00 a.m.» | Брэд Тёрнер | Джоэл Сурноу и Майкл Лосефф                                  | 16 января 2006  | 5AFF04      | 15.70               |
| Береш убивает ещё одного заложника. Он заставляет Бауэра приказать КТО атаковать со стороны входа, который уже заняли люди Береша. Бауэр замечает, что Береш отдаёт какой-то предмет одному из заложников. Когда Мэннинг и его люди готовятся прорваться через заминированный вход, Макгилл сообщает Бьюкенену о скрытом сообщении в отчёте Бауэра, которое подразумевает, что он находится под принуждением, заставив КТО изменить свои позиции. Когда Чарльз и Суваров подписывают договор, команда Мэннинга штурмует с неожиданной точки и начинается перестрелка; Береш убивает себя. Тем временем Макгилл приказывает арестовать Бауэра, несмотря на то, что доказательства против него оказались ложными. Бауэр рассказывает Мэннингу о заложнике, связанном с террористами, который теперь исчез. Этот же мужчина встречается со своими соратниками и извлекает из подземной камеры канистры с химическим оружием. Каммингс оглушает Марту и забирает у неё распечатку. |            |                                  |             |                                                              |                 |             |                     |
| 101 | 5          | «Day 5: 11:00 a.m. — 12:00 p.m.» | Джон Кассар | Джоэл Сурноу и Майкл Лосефф                                  | 23 января 2006  | 5AFF05      | 14.22               |
| Бауэра, Диану и Дерека доставляют в КТО, где Бауэр воссоединяется с Одри Рейнс, которая работает там связным Министерства обороны. Мэннинг и его команда отслеживают человека, о котором сообщил ему Бауэр, и они находят пустой ангар, где обнаруживают следы нервно-паралитического газа Sentox. Каммингс приказывает своему оперативнику убить Бауэра. Оперативнику удаётся проникнуть в КТО с помощью Вольфа. О'Брайен узнаёт о действиях Вольфа, и Бьюкенен арестовывает его, но он отказывается говорить. Оперативник Каммингса заманивает Бауэра в клинику и нападает на него, но Бауэру удаётся убить его. Он допрашивает Вольфа, который раскрывает причастность Каммингса. Поскольку КТО не может арестовать его без веских доказательств, Бауэр предлагает противостоять ему в одиночку. Тем временем Марта рассказывает Чарльзу, что с ней случилось, но он ей не верит. Каммингс убеждает его отправить её в психиатрическую больницу. Она убегает из своей комнаты, и Чарльз приказывает Секретной службе найти её. Макгилл поручил Рейнс допросить Диану. |            |                                  |             |                                                              |                 |             |                     |
| 102 | 6          | «Day 5: 12:00 p.m. — 1:00 p.m.»  | Джон Кассар | Дэвид Фьюри                                                  | 30 января 2006  | 5AFF06      | 13.82               |
| 103 | 7          | «Day 5: 1:00 p.m. — 2:00 p.m.»   | Брэд Тёрнер | Мэнни Кото                                                   | 6 февраля 2006  | 5AFF07      | 13.70               |
| Иван Эрвик, оперативник, которого Бауэр узнал в аэропорту, связывается с человеком по имени Джейкоб Росслер, который инструктирует его, как запустить канистры. Один из людей Эрвика оспаривает его решение напасть на США вместо России, но Эрвик настаивает на своём. Чарльз даёт Бауэру временной администрации в КТО, который перехватывает звонок между Эрвиком и Росслером. Бауэр, Мэннинг и другие агенты отправляются в резиденцию Росслера. Они врываются и захватывают его, прежде чем найти испуганную девочку-подростка в спальне. Рослер соглашается помочь приобрести канистры в обмен на иммунитет и безопасный путь за границу с девушкой. Бауэр начинает мучить его вместо этого, но Линн приказывает ему принять сделку. После того, как техник успешно запускает канистры, Эрвик убивает его. Девушка смертельно стреляет в Рослера, убивая единственную известную связь с канистрами. Между тем, сестра Линн Дженни убеждает его встретиться с ней за пределами здания, где он подвергается нападению её бойфренда, который крадёт кошелек Линн. Каммингса находят мертвым в результате очевидного самоубийства.                                                                                  |            |                                  |             |                                                              |                 |             |                     |
| 104 | 8          | «Day 5: 2:00 p.m. — 3:00 p.m.»   | Брэд Тёрнер | Роберт Кокран и Эван Кац                                     | 13 февраля 2006 | 5AFF08      | 12.82               |
| Бауэр отвечает на звонок Росслера. Встреча организована, и Бауэр направляется на место, надевая наушник. Люди Эрвика забирают детонатор у Бауэра и заставляют его сопровождать их до места назначения, чтобы проверить это. Бауэр видит канистру в фургоне и сообщает КТО. Они прибывают в торговый центр, сопровождаемый КТО. Оперативники Бауэра и Эрвика входят в комнату с доступом к вентиляционной системе и готовятся выпустить газ. Они требуют от Бауэра кода, необходимого для активации канистры. В КТО начинаются дебаты о том, позволить ли террористам убить людей в торговом центре, чтобы сохранить прикрытие Бауэра и вернуть другие канистры. Они спрашивают Логана, который одобряет эту жертву. Бауэр не подчиняется приказу и даёт неправильный код, вместо этого блокируя канистру. Эрвик инструктирует своих оперативников активировать канистру другим способом. Бауэр освобождается и убивает одного из оперативников, в то время как другой убегает. Часть газа выделяется до того, как Бауэр отключает систему. Он приказывает эвакуироваться, прежде чем присоединиться к агентам, чтобы преследовать оперативника, которого информирует Эрвич и приказывает убить себя, что он и делает. |            |                                  |             |                                                              |                 |             |                     |
| 105 | 9          | «Day 5: 3:00 p.m. — 4:00 p.m.»   | Тим Якофано | Говард Гордон и Дэвид Фьюри                                  | 20 февраля 2006 | 5AFF09      | 13.70               |
| Мэннинг по приказу Линна везёт Бауэра в КТО. Бауэру звонит Джеймс Натансон, компаньон Каммингса и предлагает помочь, если Джек придет один. Он убегает от Мэннинга и направляется к месту встречи. Эрвика убивает его босс, Владимир Берко, за то, что тот потратил канистру на американцев. Бауэр прибывает на место, куда также прибывают люди Берко, чтобы убить Натансона. Начинается перестрелка и Натансон умирает, отдав чип с информацией Бауэру. Анализируя чип, Хлоя находит имя Кристофера Хендерсона, человека, которого Бауэр знает. Тем временем Линн задерживает Бьюкенена за содействие общению Рейнса с Бауэром. Линн звонит Дженни и просит отдать его ключ-карту из бумажника. Она соглашается, но ее парень останавливает ее. Берко звонит президенту Логану и требует маршрут кортежа Суваровых, угрожая выпустить остаток газа на американской земле. Чарльз принимает это предложение, хотя Марта с ним не согласна. Она садится в лимузин Суваровых, надеясь заставить Логана отказаться от этой затеи. |            |                                  |             |                                                              |                 |             |                     |
| 106 | 10         | «Day 5: 4:00 p.m. — 5:00 p.m.»   | Тим Якофано | Джоэл Сурноу и Майкл Лосефф                                  | 27 февраля 2006 | 5AFF10      | 13.87               |
| Бауэр направляется к месту работы Хендерсона. Он отвлекает секретаршу Хендерсона и входит в кабинет, где тот его оглушает. Линн сердито игнорирует информацию О'Брайан о нападении на семью Суваровых. Рейнсу и Мэннингу удается свергнуть Линна и задержать его, вернув Бьюкенена на место главного. Бьюкенен предупреждает Секретную службу о кортеже. Люди Берко нападают на кортеж, но из-за предупреждения КТО в последнюю минуту те, кто находится в лимузине Суваровых, выживают. После того, как Бауэр приходит в себя, выясняется, что Хендерсон ранее был начальником Бауэра в КТО, прежде чем его подставили за утечку секретной информации. Бауэр возглавил расследование и приказал уволить Хендерсона. Хендерсон никогда не принимал это обвинение и сейчас его отрицает. Вдвоём они направляются в подземную комнату, чтобы поискать зацепки в компьютере. Хендерсон уходит, запирает дверь и взрывает заранее устанавленную бомбу, хотя Бауэру удается пережить взрыв. Берко звонит президенту Логану, обвиняя его в предательстве сделки и обещая грядущие нападения в качестве возмездия. |            |                                  |             |                                                              |                 |             |                     |
| 107 | 11         | «Day 5: 5:00 p.m. — 6:00 p.m.»   | Джон Кассар | Николь Ранадив                                               | 6 марта 2006    | 5AFF11      | 11.89               |
| Джек отправляется в дом Хендерсона, где захватывает его и его жену. Джек пытается заставить Хендерсона говорить, пытая её, но безуспешно. Бауэр арестовывает Хендерсона и приказывает подготовить для него сыворотку правды. КТО тем временем обнаруживает, что целью террористов является больница; Мэннинг возглавляет команду. Они начинают проверять кадры с камеры наблюдения и идентифицировать оперативника Берко. Мэннинг убивает оперативника и удается найти и выпустить канистру без каких-либо жертв. Парень Дженни рассказывает, что есть человек, который заплатит большую сумму денег за ключ-карту Линна. Выясняется, что мужчина — один из оперативников Берко. Он прибывает, убивает их двоих и программирует ключ-карту с намерением проникнуть в КТО. Марта злится на Чарльза за то, что он не заботится о её жизни. Она благодарит Пирса за то, что он спас ей жизнь. Тони возвращается в сознание, но Бьюкенен по совету врача не раскрывает ему смерть Мишель. Однако Тони тайно заходит к архив, обнаруживает правду и опустошается. |            |                                  |             |                                                              |                 |             |                     |
| 108 | 12         | «Day 5: 6:00 p.m. — 7:00 p.m.»   | Джон Кассар | Даппи Деметриус и Мэтт Мичновец                              | 6 марта 2006    | 5AFF12      | 13.98               |
| Рейнс говорит Джеку, что Ким скоро прибудет в КТО, но ей не сообщают, что он ещё жив. Рейнс убеждает его позволить ей раскрыть это Ким перед тем, как они воссоединятся. КТО блокируют здание. В то время как одни умудряются войти в комнаты и защищаются от выделившегося газа, другие, в том числе Эдгар, заражаются и погибают. Между тем, вице-президент Хэл Гарднер убеждает президента Логана ввести военное положение, чтобы не дать людям Берко легко передвигаться и действовать. |            |                                  |             |                                                              |                 |             |                     |
| 109 | 13         | «Day 5: 7:00 p.m. — 8:00 p.m.»   | Брэд Тёрнер | Джоэл Сурноу и Майкл Лосефф                                  | 13 марта 2006   | 5AFF13      | 13.72               |
| Хлоя подавлена из-за смерти Эдгара, поэтому не заинтересована продолжать помогать КТО. |            |                                  |             |                                                              |                 |             |                     |
| 110 | 14         | «Day 5: 8:00 p.m. — 9:00 p.m.»   | Брэд Тёрнер | Телесценарий: Говард Гордон и Эван Кац Сюжет: Сэм Монтгомери | 20 марта 2006   | 5AFF14      | 13.71               |
| 111 | 15         | «Day 5: 9:00 p.m. — 10:00 p.m.»  | Джон Кассар | Дэвид Эрман                                                  | 27 марта 2006   | 5AFF15      | 14.50               |
| Хейс готовит сыворотку правды для Рейнс. Прибывает Бауэр, и ей сообщают, что у Рейнс была одна ночь с Каммингсом, что подтверждает утверждение, что она участвует в заговоре. Бауэр убеждает Хейса разрешить ему сначала поговорить с Рейнс. Она отрицает обвинение и утверждает, что невиновна. Бауэр верит ей и пытается освободить её сам, но его задирают и отодвигают. Агент начинает использовать сыворотку правды. Используя помощь О'Брайана, Бауэр доказывает, что Стенгер имеет другие связи с Хендерсоном, которые она не раскрыла. Это аннулирует сделку, давая Бауэру возможность допросить Стенгера, которая вынуждена признаться в невиновности Рейнс. Стенгер говорит, что она продала схемы газораспределительного центра. КТО определяет местонахождение компании, и Бауэр возглавляет там команду. Выясняется, что план Берко состоит в том, чтобы выбросить большое количество канистр в газовые трубы, что приведёт к гибели сотен тысяч людей. КТО останавливает план, но в результате взрыва судьба Бауэра и Берко остаётся неясной. Тем временем Уэйн спасён и перевезён Пирсом. |            |                                  |             |                                                              |                 |             |                     |
| 112 | 16         | «Day 5: 10:00 p.m. — 11:00 p.m.» | Джон Кассар | Мэнни Кото и Сэм Монтгомери                                  | 3 апреля 2006   | 5AFF16      | 12.47               |
| Бауэр и Берко выживают; Берко забирают в КТО. Хейсу приказано поглотить КТО, как и планировалось в первую очередь. Ее помощник Майлс Папазян советует ей найти кого-нибудь, кто даст показания против Бьюкенена, чтобы его можно было уволить. Они пытаются убедить Рейнс, которая поначалу отказывается. Уэйн рассказывает Пирсу, что источником Дэвида в правительстве была помощница Марты Эвелин, которая рассказывает двум мужчинам, что ее дочь Эми была взята в заложники Хендерсоном. Уэйн обращается за помощью к Бауэру, который сообщает об этом Рейнс. Эвелин соглашается подписать показания с условием, что О'Брайан будет временно содержаться под стражей. В результате Бьюкенена увольняют. Рейнс тайно информирует О'Брайан о ситуации и поручает ей обеспечить спутниковую поддержку Бауэра; он присоединяется к Уэйну недалеко от места, где Эвелин должна встретиться с Хендерсоном, чтобы получить доказательства того, кто в Белом доме стоял за убийством Палмера. Бауэр и Уэйн проникают в лагерь и убивают большинство оперативников Хендерсона. Они спасают Эми, но Хендерсон убегает, ранив Эвелин. Выяснилось, что эта политическая фигура — не кто иной, как президент Логан.           |            |                                  |             |                                                              |                 |             |                     |
| 113 | 17         | «Day 5: 11:00 p.m. — 12:00 a.m.» | Брэд Тёрнер | Дэвид Фьюри                                                  | 10 апреля 2006  | 5AFF17      | 12.49               |
| Бауэр сообщает своим тайным сообщникам, включая Пирса, о президенте Логане. Он и Уэйн забирают Эвелин и Эми к себе домой, прежде чем отправиться за записью, которая доказывает причастность Логана. Они врываются в дом и берут в заложники человека, который работает в банке, где хранится депозитная ячейка с диктофоном. По совету Бауэра Рейнс звонит министру Хеллеру и договаривается о встрече. Трио прибывает в банк и забирает кассету. Когда они направляются к выходу, на них нападают Хендерсон и его люди, которые нашли место, допросив Эвелин. Армия прибывает и вмешивается в перестрелку, давая Бауэру и Уэйну шанс спастись. Тем временем Рейнс покидает КТО с трекером Хейс, который знает, что Рейнс тайно работает с Бауэром; Хейс и другие не знают о причастности Логана. Рейнс снимает жучок и прибывает в аэропорт, где Хеллер приземлится. Папазян и Хейс понимают, что О'Брайен помогает Бауэру. |            |                                  |             |                                                              |                 |             |                     |
| 114 | 18         | «Day 5: 12:00 a.m. — 1:00 a.m.»  | Брэд Тёрнер | Говард Гордон                                                | 17 апреля 2006  | 5AFF18      | 13.26               |
| 115 | 19         | «Day 5: 1:00 a.m. — 2:00 a.m.»   | Дуайт Литтл | Стивен Лонг Митчелл и Крэйг Ван Сикл                         | 24 апреля 2006  | 5AFF19      | 13.03               |
| 116 | 20         | «Day 5: 2:00 a.m. — 3:00 a.m.»   | Дуайт Литтл | Джоэл Сурноу и Майкл Лосефф                                  | 1 мая 2006      | 5AFF20      | 13.15               |
| 117 | 21         | «Day 5: 3:00 a.m. — 4:00 a.m.»   | Брэд Тёрнер | Мэнни Кото                                                   | 8 мая 2006      | 5AFF21      | 13.86               |
| 118 | 22         | «Day 5: 4:00 a.m. — 5:00 a.m.»   | Брэд Тёрнер | Дэвид Фьюри и Сэм Монтгомери                                 | 15 мая 2006     | 5AFF22      | 13.16               |
| Во время передачи Берко спасают его оперативники. Выясняется, что у Берко осталась последняя канистра, которой, по его мнению, вполне достаточно для его плана. О'Брайан находит кассету пустой. Бауэр и Хейс противостоят Папазяну, которого по приказу Логана переводят в другую организацию. КТО уведомляют о побеге Берко. Бауэр предлагает Хендерсону иммунитет в обмен на помощь остановить Берко. Хендерсон требует исчезнуть, как это сделал Бауэр, поскольку люди, на которых он работал, слишком опасны, чтобы их можно было остановить иммунитетом. Бауэр, по-видимому, соглашается,и Хендерсон отводит команду в место, где проживает сотрудник. КТО считает, что целью является российская подводная лодка, которая находится в Лос-Анджелесе в результате договора. Люди Берко выпускают газ в подводной лодке, убив почти всех на борту. Они входят в подводную лодку и готовятся стрелять ракетами по городу. Тем временем Марта спасает Пирса от агента, которому Логан приказал убить его. Пирс советует ей обратиться за помощью к Новику. |            |                                  |             |                                                              |                 |             |                     |
| 119 | 23         | «Day 5: 5:00 a.m. — 6:00 a.m.»   | Джон Кассар | Говард Гордон и Эван Кац                                     | 22 мая 2006     | 5AFF23      | 13.75               |
| Команда КТО и Хендерсон прибывают на подводную лодку. Они заручаются помощью инженера внутри, чтобы открыть люк и войти. Началась перестрелка, все люди Берко убиты, а Хендерсону удалось остановить запуск. Бауэр убивает Берко, а Хендерсон пытается убежать. Бауэр останавливает его, возлагает на него ответственность за гибель его друзей и смертельно стреляет в него. Бауэр тайно говорит Хлое, что теперь идёт за Логаном. Тем временем Пирс и Марта раскрывают правду Новику. Бауэр встречает Пирса за пределами отступления с планом похитить Чарльза по пути на похороны Дэвида. Марте поручено соблазнить Чарльза в спальне, чтобы задержать его, чтобы Бауэр и Пирс могли выполнить план. Бауэр говорит Новику, что собирается сделать все, чтобы заставить Чарльза признаться. Тем временем Хлоя приводит своего бывшего мужа Морриса, который ранее работал в КТО, и поручает ему модифицировать прослушивающий аппарат. |            |                                  |             |                                                              |                 |             |                     |
| 120 | 24         | «Day 5: 6:00 a.m. — 7:00 a.m.»   | Джон Кассар | Роберт Кокран                                                | 22 мая 2006     | 5AFF24      | 13.75               |
| Бауэр оглушает пилота вертолёта, надевает его форму и входит в вертолёт, установленный для перевозки Логана. После того, как Чарльз заканчивает с Мартой, он входит в вертолёт с двумя агентами Секретной службы. Моррис прибывает и даёт Бауэру необходимые инструменты перед уходом. Бауэр начинает записывать видео с Чарльзом, который отказывается признаться в чём-либо. Агенты прибывают, и Бауэр сдаётся им. Чарльз направляется на похороны, где он берёт Марту в уединённое место и противостоит ей за то, что он играет с ним, тем временем признаваясь в его причастности к убийству Дэвида и нападениям дня, что зафиксировано устройством, установленным в его ручке. О'Брайан воспроизводит аудиофайл генеральному прокурору, который даёт приказ арестовать Логана. Бауэра похищают оперативники Чэн Чжи, которые напоминают ему о его нападении на китайское консульство. Хейс решает не впитывать КТО и сближается с Бьюкененом. Бауэр просит Чэна убить его; но Чэн заявляет, что он слишком ценен, чтобы быть убитым. Корабль с ними отчаливает в Китай. |            |                                  |             |                                                              |                 |             |                     |

### Сезон 6 (2007)
| № общий | № в сезоне | Название                         | Режиссёр       | Автор сценария                                                         | Дата премьеры   | Произв. код | Зрители в США (млн) |
| --- | ---------- | -------------------------------- | -------------- | ---------------------------------------------------------------------- | --------------- | ----------- | ------------------- |
| 121 | 1          | «Day 6: 6:00 a.m. — 7:00 a.m.»   | Джон Кассар    | Говард Гордон                                                          | 14 января 2007  | 6AFF01      | 15.79               |
| Проходит 20 месяцев после событий 5-го дня. Американские города уже несколько недель являются объектами террористических атак. Джека Бауэра освобождают в результате соглашения между Китаем и США. Бьюкенен говорит Бауэру, что ответственность за теракты несет известный террорист по имени Хамри Аль-Асад. Оперативник-крот по имени Абу Файед потребовал Бауэра в обмен на то, что он сообщит о местонахождении Асада. Бауэр соглашается без сопротивления. Президент Уэйн Палмер разговаривает с Бауэром по телефону и выражает ему свою благодарность. Файед берет Бауэра и передает КТО местонахождение Асада. |            |                                  |                |                                                                        |                 |             |                     |
| 122 | 2          | «Day 6: 7:00 a.m. — 8:00 a.m.»   | Джон Кассар    | Мэнни Кото                                                             | 14 января 2007  | 6AFF02      | 15.79               |
| Бауэр связывается с Уэйном и делится своими знаниями, но Хейз и Леннокс ему не верят. Уэйн решает продолжить свой план по нейтрализации Асада. Бауэр направляется на место в одиночку и предупреждает Асада, который находит шпиона Файеда среди своих оперативников. Армейские вертолёты стреляют по дому, но Бауэр, Асад и шпион выживают. Они прячутся в пустом доме, где Асад пытает шпиона и узнаёт следующую цель, прежде чем убить его. Бауэр и Асад направляются к месту, где находится станция метро. Бауэр выбирает смертника, а Асад преследует его сопровождающего. Бауэру удаётся выбросить террориста за пределы поезда, прежде чем он взрывает свой пояс. Уэйн понимает, что Бауэр был прав насчет Файеда и Асада. Между тем на Амара снова нападают местные жители. Скотт, сын Рэя и друг Амара, вмешивается, прежде чем Амар убивает нападавших и проявляет враждебность по отношению к Скотту. ФБР прибывает в Организацию исламского Американского сообщества и начинает расследование записей. Сандра, сестра Уэйна и адвокат общины, удаляет записи. В итоге её арестовывают вместе с директором Валидом Аль-Резани.  |            |                                  |                |                                                                        |                 |             |                     |
| 123 | 3          | «Day 6: 8:00 a.m. — 9:00 a.m.»   | Брэд Тёрнер    | Эван Кац и Дэвид Фьюри                                                 | 15 января 2007  | 6AFF03      | 15.73               |
| 124 | 4          | «Day 6: 9:00 a.m. — 10:00 a.m.»  | Брэд Тёрнер    | Роберт Кокран                                                          | 15 января 2007  | 6AFF04      | 15.73               |
| 125 | 5          | «Day 6: 10:00 a.m. — 11:00 a.m.» | Милан Чейлов   | Джоэл Сурноу и Майкл Лосефф                                            | 22 января 2007  | 6AFF05      | 14.47               |
| 126 | 6          | «Day 6: 11:00 a.m. — 12:00 p.m.» | Милан Чейлов   | Джоэл Сурноу и Майкл Лосефф                                            | 29 января 2007  | 6AFF06      | 14.04               |
| 127 | 7          | «Day 6: 12:00 p.m. — 1:00 p.m.»  | Джон Кассар    | Говард Гордон и Мэнни Кото                                             | 5 февраля 2007  | 6AFF07      | 13.60               |
| Джеку и Филиппу удаётся освободиться. Джек предупреждает КТО; Грэм арестовывают в своём доме, где его пытают гиосцином пентоталом, сывороткой, которая вызывает мучительную боль. Мэрилин рассказывает Джеку, что знала о незаконной деятельности Грэма, но молчала из-за Джоша. Грэм показывает свою причастность к событиям 5-го дня, заставляя Джека так разозлиться, что он приказывает ввести чрезмерную сыворотку, что травмирует Грэма. Филипп тайно поговорил с Грэмом.; Выявлено, что Филипп был вовлечён в события дня 5 и его связь с Греденко гораздо больше, чем полагают. Он убивает Грэма, подставляя его смерть как результат инъекции. Тем временем КТО перехватывает сообщение между Файедом и Маккарти и начинает его расшифровку. Агенту Моррису О'Брайану звонят, чтобы навестить брата в больнице. Когда он уходит, он оказывается предложенным Маккарти инженером. Маккарти и Рита Брэди, его девушка, похищают Морриса. Леннокс, по-видимому, убеждает Уэйна одобрить его проект. Уэйн созывает Кабинет министров, где показывает, что не подпишет его. Вице-президент Ноа Дэниелс не согласен, но безрезультатно. |            |                                  |                |                                                                        |                 |             |                     |
| 128 | 8          | «Day 6: 1:00 p.m. — 2:00 p.m.»   | Джон Кассар    | Эван Кац и Дэвид Фьюри                                                 | 12 февраля 2007 | 6AFF08      | 13.73               |
| Леннокс сердится на решение Уэйна. Поллок тайно предлагает ему план убийства Уэйна, чтобы Дэниелс, сторонник, мог подняться. Леннокс сначала отрицает это и поручает Поллоку напечатать для него заявление об отставке. Филипп, Мэрилин и Джош доставлены в КТО, в то время как Джек возглавляет команду по спасению Морриса. Брэди убивает Маккарти и везёт Морриса к Файеду в одиночку. Файед убивает Брэди вместо того, чтобы заплатить ей. Он начинает пытать Морриса, чтобы заставить его активировать бомбы. Моррис наконец соглашается. Команда Джека врывается и спасает Морриса. Они обнаружили, что Файед ушёл с одной вооружённой бомбой. Джеку удаётся разрядить её. Моррис показывает, что другие бомбы теперь функционируют. Когда Леннокс слышит новости, он решает услышать предложение Поллока вместо того, чтобы уйти в отставку. Тем временем Асада переводят в Вашингтон и привозят к Уэйну, который предлагает Асаду мирную инициативу, предложенную в прямом эфире. Уэйн считает, что Асад может отговорить некоторых последователей Файеда.                                                                         |            |                                  |                |                                                                        |                 |             |                     |
| 129 | 9          | «Day 6: 2:00 p.m. — 3:00 p.m.»   | Брэд Тёрнер    | Адам Э. Фиерро                                                         | 12 февраля 2007 | 6AFF09      | 13.73               |
| 130 | 10         | «Day 6: 3:00 p.m. — 4:00 p.m.»   | Брэд Тёрнер    | Говард Гордон и Эван Кац                                               | 19 февраля 2007 | 6AFF10      | 13.05               |
| 131 | 11         | «Day 6: 4:00 p.m. — 5:00 p.m.»   | Тим Якофано    | Мэнни Кото                                                             | 26 февраля 2007 | 6AFF11      | 12.80               |
| 132 | 12         | «Day 6: 5:00 p.m. — 6:00 p.m.»   | Тим Якофано    | Телесценарий: Эван Кац и Дэвид Фьюри Сюжет: Говард Гордон              | 5 марта 2007    | 6AFF12      | 13.05               |
| 133 | 13         | «Day 6: 6:00 p.m. — 7:00 p.m.»   | Джон Кассар    | Джоэл Сурноу и Майкл Лосефф                                            | 12 марта 2007   | 6AFF13      | 12.39               |
| 134 | 14         | «Day 6: 7:00 p.m. — 8:00 p.m.»   | Джон Кассар    | Телесценарий: Говард Гордон и Эван Кац Сюжет: Мэнни Кото и Дэвид Фьюри | 19 марта 2007   | 6AFF14      | 11.80               |
| 135 | 15         | «Day 6: 8:00 p.m. — 9:00 p.m.»   | Брэд Тёрнер    | Говард Гордон и Мэнни Кото                                             | 26 марта 2007   | 6AFF15      | 11.78               |
| 136 | 16         | «Day 6: 9:00 p.m. — 10:00 p.m.»  | Брэд Тёрнер    | Роберт Кокран и Эван Кац                                               | 2 апреля 2007   | 6AFF16      | 10.95               |
| 137 | 17         | «Day 6: 10:00 p.m. — 11:00 p.m.» | Брайан Спайсер | Дэвид Фьюри                                                            | 9 апреля 2007   | 6AFF17      | 11.45               |
| 138 | 18         | «Day 6: 11:00 p.m. — 12:00 a.m.» | Брайан Спайсер | Мэтт Мичновец и Николь Ранадив                                         | 16 апреля 2007  | 6AFF18      | 11.32               |
| 139 | 19         | «Day 6: 12:00 a.m. — 1:00 a.m.»  | Брэд Тёрнер    | Джоэл Сурноу и Майкл Лосефф                                            | 23 апреля 2007  | 6AFF19      | 10.41               |
| 140 | 20         | «Day 6: 1:00 a.m. — 2:00 a.m.»   | Брэд Тёрнер    | Говард Гордон и Эван Кац                                               | 30 апреля 2007  | 6AFF20      | 10.93               |
| 141 | 21         | «Day 6: 2:00 a.m. — 3:00 a.m.»   | Брайан Спайсер | Мэнни Кото                                                             | 7 мая 2007      | 6AFF21      | 10.92               |
| 142 | 22         | «Day 6: 3:00 a.m. — 4:00 a.m.»   | Брайан Спайсер | Говард Гордон и Эван Кац                                               | 14 мая 2007     | 6AFF22      | 10.57               |
| 143 | 23         | «Day 6: 4:00 a.m. — 5:00 a.m.»   | Брэд Тёрнер    | Джоэл Сурноу и Майкл Лосефф                                            | 21 мая 2007     | 6AFF23      | 10.30               |
| 144 | 24         | «Day 6: 5:00 a.m. — 6:00 a.m.»   | Брэд Тёрнер    | Роберт Кокран и Мэнни Кото и Дэвид Фьюри                               | 21 мая 2007     | 6AFF24      | 10.30               |
| Хлое сообщают, что она беременна. Она решает вернуться к Моррису. Джек и Бьюкенен прибывают на платформу на вертолете. Начинается перестрелка; Джеку удается захватить Ченга и освободить Джоша. Филипп ранен и не хочет уходить. ВВС уничтожают платформу, чтобы обеспечить разрушение печатной платы. Джеку, Джошу и Ченгу удается вовремя улететь. Джек врывается в дом Хеллера и обвиняет его в содеянном. Хеллер умоляет его оставить Одри в покое ради ее же блага. Джек навещает ее, пока она спит, и прощается с ней перед отъездом. Джек идет на пляж и некоторое время размышляет, когда наступает рассвет. |            |                                  |                |                                                                        |                 |             |                     |

### Искупление (2008)
| Название                               | Режиссёр    | Автор сценария | Дата премьеры  | Произв. код | Зрители в США (млн) |
| -------------------------------------- | ----------- | -------------- | -------------- | ----------- | ------------------- |
| «24 часа: Искупление» «24: Redemption» | Джон Кассар | Говард Гордон  | 23 ноября 2008 | 7AFF50      | 12.12               |

### Сезон 7 (2009)
| № общий | № в сезоне | Название                         | Режиссёр     | Автор сценария                                                            | Дата премьеры   | Произв. код | Зрители в США (млн) |
| --- | ---------- | -------------------------------- | ------------ | ------------------------------------------------------------------------- | --------------- | ----------- | ------------------- |
| 145 | 1          | «Day 7: 8:00 a.m. — 9:00 a.m.»   | Джон Кассар  | Говард Гордон и Джоэл Сурноу и Майкл Лосефф                               | 11 января 2009  | 7AFF01      | 12.61               |
| 146 | 2          | «Day 7: 9:00 a.m. — 10:00 a.m.»  | Джон Кассар  | Телесценарий: Джоэл Сурноу и Майкл Лосефф Сюжет: Говард Гордон и Эван Кац | 11 января 2009  | 7AFF02      | 12.61               |
| 147 | 3          | «Day 7: 10:00 a.m. — 11:00 a.m.» | Брэд Тёрнер  | Мэнни Кото и Брэннон Брага                                                | 12 января 2009  | 7AFF03      | 12.31               |
| 148 | 4          | «Day 7: 11:00 a.m. — 12:00 p.m.» | Брэд Тёрнер  | Дэвид Фьюри и Алекс Ганса                                                 | 12 января 2009  | 7AFF04      | 12.31               |
| 149 | 5          | «Day 7: 12:00 p.m. — 1:00 p.m.»  | Джон Кассар  | Говард Гордон и Эван Кац                                                  | 19 января 2009  | 7AFF05      | 12.10               |
| 150 | 6          | «Day 7: 1:00 p.m. — 2:00 p.m.»   | Джон Кассар  | Мэнни Кото и Брэннон Брага                                                | 26 января 2009  | 7AFF06      | 12.22               |
| 151 | 7          | «Day 7: 2:00 p.m. — 3:00 p.m.»   | Милан Чейлов | Телесценарий: Мэнни Кото и Брэннон Брага Сюжет: Майкл Лосефф              | 2 февраля 2009  | 7AFF07      | 11.34               |
| 152 | 8          | «Day 7: 3:00 p.m. — 4:00 p.m.»   | Милан Чейлов | Телесценарий: Роберт Кокран и Эван Кац Сюжет: Дэвид Фьюри                 | 9 февраля 2009  | 7AFF08      | 10.61               |
| 153 | 9          | «Day 7: 4:00 p.m. — 5:00 p.m.»   | Милан Чейлов | Дэвид Фьюри                                                               | 16 февраля 2009 | 7AFF09      | 11.22               |
| 154 | 10         | «Day 7: 5:00 p.m. — 6:00 p.m.»   | Милан Чейлов | Мэнни Кото и Брэннон Брага                                                | 23 февраля 2009 | 7AFF10      | 11.68               |
| 155 | 11         | «Day 7: 6:00 p.m. — 7:00 p.m.»   | Брэд Тёрнер  | Алекс Ганса                                                               | 2 марта 2009    | 7AFF11      | 11.14               |
| 156 | 12         | «Day 7: 7:00 p.m. — 8:00 p.m.»   | Брэд Тёрнер  | Телесценарий: Эван Кац Сюжет: Мэнни Кото и Брэннон Брага                  | 2 марта 2009    | 7AFF12      | 11.14               |
| 157 | 13         | «Day 7: 8:00 p.m. — 9:00 p.m.»   | Брэд Тёрнер  | Мэнни Кото и Брэннон Брага                                                | 9 марта 2009    | 7AFF13      | 11.37               |
| 158 | 14         | «Day 7: 9:00 p.m. — 10:00 p.m.»  | Брэд Тёрнер  | Эван Кац и Хуан Карлос Кото                                               | 16 марта 2009   | 7AFF14      | 11.36               |
| 159 | 15         | «Day 7: 10:00 p.m. — 11:00 p.m.» | Джон Кассар  | Телесценарий: Алекс Ганса Сюжет: Дэвид Фьюри                              | 23 марта 2009   | 7AFF15      | 10.37               |
| 160 | 16         | «Day 7: 11:00 p.m. — 12:00 a.m.» | Джон Кассар  | Мэнни Кото и Брэннон Брага                                                | 30 марта 2009   | 7AFF16      | 11.27               |
| 161 | 17         | «Day 7: 12:00 a.m. — 1:00 a.m.»  | Брэд Тёрнер  | Чип Йоханнссен                                                            | 6 апреля 2009   | 7AFF17      | 10.96               |
| 162 | 18         | «Day 7: 1:00 a.m. — 2:00 a.m.»   | Брэд Тёрнер  | Телесценарий: Мэнни Кото и Брэннон Брага Сюжет: Говард Гордон             | 13 апреля 2009  | 7AFF18      | 10.86               |
| 163 | 19         | «Day 7: 2:00 a.m. — 3:00 a.m.»   | Майкл Клик   | Дэвид Фьюри                                                               | 20 апреля 2009  | 7AFF19      | 10.34               |
| 164 | 20         | «Day 7: 3:00 a.m. — 4:00 a.m.»   | Майкл Клик   | Телесценарий: Алекс Ганса и Чип Йоханнссен Сюжет: Хуан Карлос Кото        | 27 апреля 2009  | 7AFF20      | 10.43               |
| 165 | 21         | «Day 7: 4:00 a.m. — 5:00 a.m.»   | Брэд Тёрнер  | Мэнни Кото и Брэннон Брага                                                | 4 мая 2009      | 7AFF21      | 10.11               |
| 166 | 22         | «Day 7: 5:00 a.m. — 6:00 a.m.»   | Брэд Тёрнер  | Эван Кац                                                                  | 11 мая 2009     | 7AFF22      | 9.79                |
| 167 | 23         | «Day 7: 6:00 a.m. — 7:00 a.m.»   | Джон Кассар  | Дэвид Фьюри и Алекс Ганса                                                 | 18 мая 2009     | 7AFF23      | 9.65                |
| 168 | 24         | «Day 7: 7:00 a.m. — 8:00 a.m.»   | Джон Кассар  | Телесценарий: Говард Гордон Сюжет: Мэнни Кото и Брэннон Брага             | 18 мая 2009     | 7AFF24      | 9.65                |
| Алмейда захватывает Джека и рассказывает, что Уилсон был одним из вдохновителей событий 5 дня, и таким образом виновен в смерти Мишель. Алмейда показывает, что его реальный план состоит в том, чтобы убить Уилсона, в то время как он пытался спасти страну в качестве своей вторичной цели в течение дня. Алмейда ставит бомбу на Джека, намереваясь убить Уилсона и Джека с ним. Уилсон приезжает со своими оперативниками. ФБР атакует и начинается перестрелка. Уилсон и Боуден бегут вместе. Джеку удаётся снять бомбу и преследовать Алмейду, который убивает Боудена и пытается убить Уилсона, но Джек останавливает и арестовывает. Уилсон отрицает свою причастность к событиям этого дня. Джек возвращается в ФБР и советует Уокеру сделать выбор, с которым она может жить, а не тот, который согласуется с законом. Поскольку он принимает решение принять свою очевидную судьбу, Ким убеждает врача подготовиться к упомянутому лечению. Уокер входит в комнату задержания Уилсона и решает пытать его для получения информации. Тем временем Кэнин играет ленту Эллисон и доверяет её ей. Генри пытается убедить её уничтожить его, но она решает сообщить в Министерство юстиции. |            |                                  |              |                                                                           |                 |             |                     |

### Сезон 8 (2010)
| № общий | № в сезоне | Название                         | Режиссёр          | Автор сценария                                                     | Дата премьеры   | Произв. код | Зрители в США (млн) |
| --- | ---------- | -------------------------------- | ----------------- | ------------------------------------------------------------------ | --------------- | ----------- | ------------------- |
| 169 | 1          | «Day 8: 4:00 p.m. — 5:00 p.m.»   | Брэд Тёрнер       | Говард Гордон и Эван Кац                                           | 17 января 2010  | 8AFF01      | 11.50               |
| Спустя 18 месяцев после событий 7-го дня, Нью-Йорк. Президент Тейлор готовится подписать договор с президентом Исламской Республики Камистан Омаром Хассаном. Джек закончил своё лечение и готовится вернуться в Лос-Анджелес вместе с Ким и ее семьей. Давний информатор Джека по имени Виктор Аруз переживает покушение, совершенное русскими головорезами во главе с Давросом. Аруз навещает Джека и сообщает ему, что на Хасана будет совершено покушение, соглашаясь сотрудничать в обмен на неприкосновенность. Джек звонит Хлое, которая работает в восстановленном КТО и сообщает ей об этом. Директор КТО Гастингс посылает команду во главе с агентом Ортизом, чтобы привести Джека и Аруза. Джек отбивается от людей Давроса и передаёт Аруза оперативникам, но Даврос уничтожает вертолет, на борт которого пытается подняться Аруз. Прежде чем умереть, Аруз говорит, что у убийцы есть сообщник, близкий к Хасану. Тем временем у жены Хасана Далии обнаруживаются личные проблемы с ним, в то время как у него тайный роман с журналисткой Мередит Рид, который обескураживает его брата Фархада. |            |                                  |                   |                                                                    |                 |             |                     |
| 170 | 2          | «Day 8: 5:00 p.m. — 6:00 p.m.»   | Брэд Тёрнер       | Телесценарий: Мэнни Кото и Брэннон Брага Сюжет: Говард Гордон      | 17 января 2010  | 8AFF02      | 11.32               |
| Джека доставляют в КТО, где его допрашивают и отпускают. КТО находит доказательства, которые, по-видимому, доказывают, что Рид является сообщником террористов. В результате её арестовывают и доставляют в КТО. Хлоя подозревает, что ее слишком легко было найти в качестве сообщника, и просит Джека о помощи. Он отказывается и решает вернуться к своей семье, однако Ким убеждает его помочь Хлое. |            |                                  |                   |                                                                    |                 |             |                     |
| 171 | 3          | «Day 8: 6:00 p.m. — 7:00 p.m.»   | Милан Чейлов      | Дэвид Фьюри и Алекс Ганса                                          | 18 января 2010  | 8AFF03      | 10.56               |
| 172 | 4          | «Day 8: 7:00 p.m. — 8:00 p.m.»   | Милан Чейлов      | Чип Йоханнссен и Патрик Харбинсон                                  | 18 января 2010  | 8AFF04      | 11.45               |
| 173 | 5          | «Day 8: 8:00 p.m. — 9:00 p.m.»   | Брэд Тёрнер       | Телесценарий: Эван Кац и Алекс Ганса Сюжет: Говард Гордон          | 25 января 2010  | 8AFF05      | 10.69               |
| 174 | 6          | «Day 8: 9:00 p.m. — 10:00 p.m.»  | Брэд Тёрнер       | Мэнни Кото и Брэннон Брага                                         | 1 февраля 2010  | 8AFF06      | 9.76                |
| 175 | 7          | «Day 8: 10:00 p.m. — 11:00 p.m.» | Милан Чейлов      | Чип Йоханнссен и Патрик Харбинсон                                  | 8 февраля 2010  | 8AFF07      | 10.18               |
| 176 | 8          | «Day 8: 11:00 p.m. — 12:00 a.m.» | Милан Чейлов      | Дэвид Фьюри                                                        | 15 февраля 2010 | 8AFF08      | 8.49                |
| Бауэра доставляют к Сергею. Он предлагает за стержни больше денег, чем Фархад. Однако Сергей приказывает своему оперативнику пытать Бауэра для его источника, считая его оперативником правоохранительных органов. Бауэру удаётся освободиться и предупредить КТО, которые вовремя его спасают; и Сергей арестован. Бауэр предлагает Сергею неприкосновенность за него и Йозефа в обмен на доставку, которые Сергей принимает и называет своими людьми; но выясняется, что Йосиф предал его и украл стержни. Он звонит Фархаду и договаривается о сделке. Между тем, Кайла показывает её отношения с Faroush Хассану, надеясь, что Faroush отпустили, но безрезультатно. Уэйд опозорил свою сделку с Уолшем, что оставил её в покое после того, как взял деньги. Она решает убить его и его друга. Гласс показывает картину близости между Уэйдом и Уолшем Ортису, который является её женихом. |            |                                  |                   |                                                                    |                 |             |                     |
| 177 | 9          | «Day 8: 12:00 a.m. — 1:00 a.m.»  | Брэд Тёрнер       | Телесценарий: Чип Йоханнссен и Патрик Харбинсон Сюжет: Алекс Ганса | 22 февраля 2010 | 8AFF09      | 8.73                |
| Иосиф получает звонок от Сергея о сделке с правительством, но его убивают соратники Фархада, которые забирают стержни. Начальник штаба Вайс советует Гастингсу возложить вину на Уокер, чтобы избежать собственного расследования. Он посылает агента Министерства юстиции допросить Уокер. Самир Меран, соратник Фархада, раскрывает ему свой план нападения на США, а не на Камистан. Фархад бежит из комплекса и призывает КТО к сотрудничеству, будучи раненным людьми Мерана. Тем временем Уолш готовится напасть на Уэйда и его друга в укромном месте, но Ортис приходит и противостоит ей; она объясняет ему часть своего прошлого. Он держит Уэйда и его друга под прицелом и угрожает убить их, если они не оставят её. Друг Уэйда убивает Уэйда и нападает на пару, прежде чем быть убитым. |            |                                  |                   |                                                                    |                 |             |                     |
| 178 | 10         | «Day 8: 1:00 a.m. — 2:00 a.m.»   | Брэд Тёрнер       | Мэнни Кото и Брэннон Брага                                         | 1 марта 2010    | 8AFF10      | 8.56                |
| 179 | 11         | «Day 8: 2:00 a.m. — 3:00 a.m.»   | Нельсон Маккормик | Эван Кац и Дэвид Фьюри                                             | 8 марта 2010    | 8AFF11      | 8.91                |
| 180 | 12         | «Day 8: 3:00 a.m. — 4:00 a.m.»   | Нельсон Маккормик | Чип Йоханнссен и Патрик Харбинсон                                  | 15 марта 2010   | 8AFF12      | 9.03                |
| 181 | 13         | «Day 8: 4:00 a.m. — 5:00 a.m.»   | Милан Чейлов      | Телесценарий: Мэнни Кото и Брэннон Брага Сюжет: Говард Гордон      | 22 марта 2010   | 8AFF13      | 8.54                |
| 182 | 14         | «Day 8: 5:00 a.m. — 6:00 a.m.»   | Милан Чейлов      | Телесценарий: Алекс Ганса Сюжет: Эван Кац                          | 29 марта 2010   | 8AFF14      | 8.31                |
| 183 | 15         | «Day 8: 6:00 a.m. — 7:00 a.m.»   | Брэд Тёрнер       | Чип Йоханнссен и Патрик Харбинсон                                  | 5 апреля 2010   | 8AFF15      | 6.62                |
| 184 | 16         | «Day 8: 7:00 a.m. — 8:00 a.m.»   | Брэд Тёрнер       | Мэнни Кото и Брэннон Брага                                         | 5 апреля 2010   | 8AFF16      | 7.90                |
| 185 | 17         | «Day 8: 8:00 a.m. — 9:00 a.m.»   | Милан Чейлов      | Дэвид Фьюри                                                        | 12 апреля 2010  | 8AFF17      | 8.33                |
| 186 | 18         | «Day 8: 9:00 a.m. — 10:00 a.m.»  | Милан Чейлов      | Чип Йоханнссен и Патрик Харбинсон                                  | 19 апреля 2010  | 8AFF18      | 8.94                |
| 187 | 19         | «Day 8: 10:00 a.m. — 11:00 a.m.» | Майкл Клик        | Мэнни Кото и Брэннон Брага                                         | 26 апреля 2010  | 8AFF19      | 9.19                |
| 188 | 20         | «Day 8: 11:00 a.m. — 12:00 p.m.» | Майкл Клик        | Телесценарий: Эван Кац и Алекс Ганса Сюжет: Алекс Ганса            | 3 мая 2010      | 8AFF20      | 9.00                |
| 189 | 21         | «Day 8: 12:00 p.m. — 1:00 p.m.»  | Милан Чейлов      | Чип Йоханнссен и Патрик Харбинсон                                  | 10 мая 2010     | 8AFF21      | 8.51                |
| 190 | 22         | «Day 8: 1:00 p.m. — 2:00 p.m.»   | Милан Чейлов      | Дэвид Фьюри                                                        | 17 мая 2010     | 8AFF22      | 8.98                |
| 191 | 23         | «Day 8: 2:00 p.m. — 3:00 p.m.»   | Брэд Тёрнер       | Шона Макгэрри и Джефф Олл                                          | 24 мая 2010     | 8AFF23      | 8.39                |
| 192 | 24         | «Day 8: 3:00 p.m. — 4:00 p.m.»   | Брэд Тёрнер       | Говард Гордон                                                      | 24 мая 2010     | 8AFF24      | 9.31                |
| Суваров входит в комнату Логана. Хлое удается отговорить Джека от убийства, пообещав раскрыть доказательства Джека, чтобы обеспечить обвинение Суварова. Джек отдает Хлое свою карту памяти, содержащую улики и записанное видео, предназначенное для Ким, и убеждает ее застрелить его, чтобы избежать собственного ареста. Джека арестовывают и Хлоя уходит с картой, которую позже изымают по приказу Пиллара. Логан отдает карту Тейлор и убеждает ее убить Джека. Тейлор смотрит видео Джека. По дороге в больницу его похищают оперативники Логана. Тейлор, Далия и Суваров приезжают, чтобы подписать договор. Тейлор решает не подписывать его и объявляет о преступлениях, которые произошли в течение дня, и обещает надлежащее расследование. Логан убивает Пиллара и стреляет в себя. Тейлор звонит оперативникам Логана и требует, чтобы они отпустили Джека, что они и делают. Она извиняется перед ним и предупреждает, что и американское, и российское правительства будут преследовать его за его действия. Джек прощается с Хлоей и пускается в бега.                                         |            |                                  |                   |                                                                    |                 |             |                     |

### Проживи ещё один день (2014)
| № общий | № в сезоне | Название                         | Режиссёр     | Автор сценария                                                           | Дата премьеры | Произв. код | Зрители в США (млн) |
| ------- | ---------- | -------------------------------- | ------------ | ------------------------------------------------------------------------ | ------------- | ----------- | ------------------- |
| 193     | 1          | «Day 9: 11:00 a.m. — 12:00 p.m.» | Джон Кассар  | Эван Кац и Мэнни Кото                                                    | 5 мая 2014    | 9AFF01      | 8.08                |
| 194     | 2          | «Day 9: 12:00 p.m. — 1:00 p.m.»  | Джон Кассар  | Роберт Кокран и Дэвид Фьюри                                              | 5 мая 2014    | 9AFF02      | 8.08                |
| 195     | 3          | «Day 9: 1:00 p.m. — 2:00 p.m.»   | Адам Кейн    | Сан Кю Ким и Патрик Сомервилль                                           | 12 мая 2014   | 9AFF03      | 6.48                |
| 196     | 4          | «Day 9: 2:00 p.m. — 3:00 p.m.»   | Адам Кейн    | Патрик Харбинсон                                                         | 19 мая 2014   | 9AFF04      | 5.72                |
| 197     | 5          | «Day 9: 3:00 p.m. — 4:00 p.m.»   | Омар Мадха   | Сан Кю Ким и Патрик Сомервилль                                           | 26 мая 2014   | 9AFF05      | 5.71                |
| 198     | 6          | «Day 9: 4:00 p.m. — 5:00 p.m.»   | Омар Мадха   | Дэвид Фьюри                                                              | 2 июня 2014   | 9AFF06      | 6.18                |
| 199     | 7          | «Day 9: 5:00 p.m. — 6:00 p.m.»   | Джон Кассар  | Тони Басгаллоп                                                           | 9 июня 2014   | 9AFF07      | 6.28                |
| 200     | 8          | «Day 9: 6:00 p.m. — 7:00 p.m.»   | Джон Кассар  | Роберт Кокран                                                            | 16 июня 2014  | 9AFF08      | 5.63                |
| 201     | 9          | «Day 9: 7:00 p.m. — 8:00 p.m.»   | Милан Чейлов | Телесценарий: Тони Басгаллоп и Сан Кю Ким Сюжет: Эван Кац и Мэнни Кото   | 23 июня 2014  | 9AFF09      | 5.71                |
| 202     | 10         | «Day 9: 8:00 p.m. — 9:00 p.m.»   | Милан Чейлов | Телесценарий: Адам ДаСильва Сюжет: Роберт Кокран и Мэнни Кото и Эван Кац | 30 июня 2014  | 9AFF10      | 5.72                |
| 203     | 11         | «Day 9: 9:00 p.m. — 10:00 p.m.»  | Джон Кассар  | Роберт Кокран и Дэвид Фьюри                                              | 7 июля 2014   | 9AFF11      | 5.96                |
| 204     | 12         | «Day 9: 10:00 p.m. — 11:00 a.m.» | Джон Кассар  | Мэнни Кото и Эван Кац                                                    | 14 июля 2014  | 9AFF12      | 6.47                |